# Piaristenkirche Maria Treu (Wien)

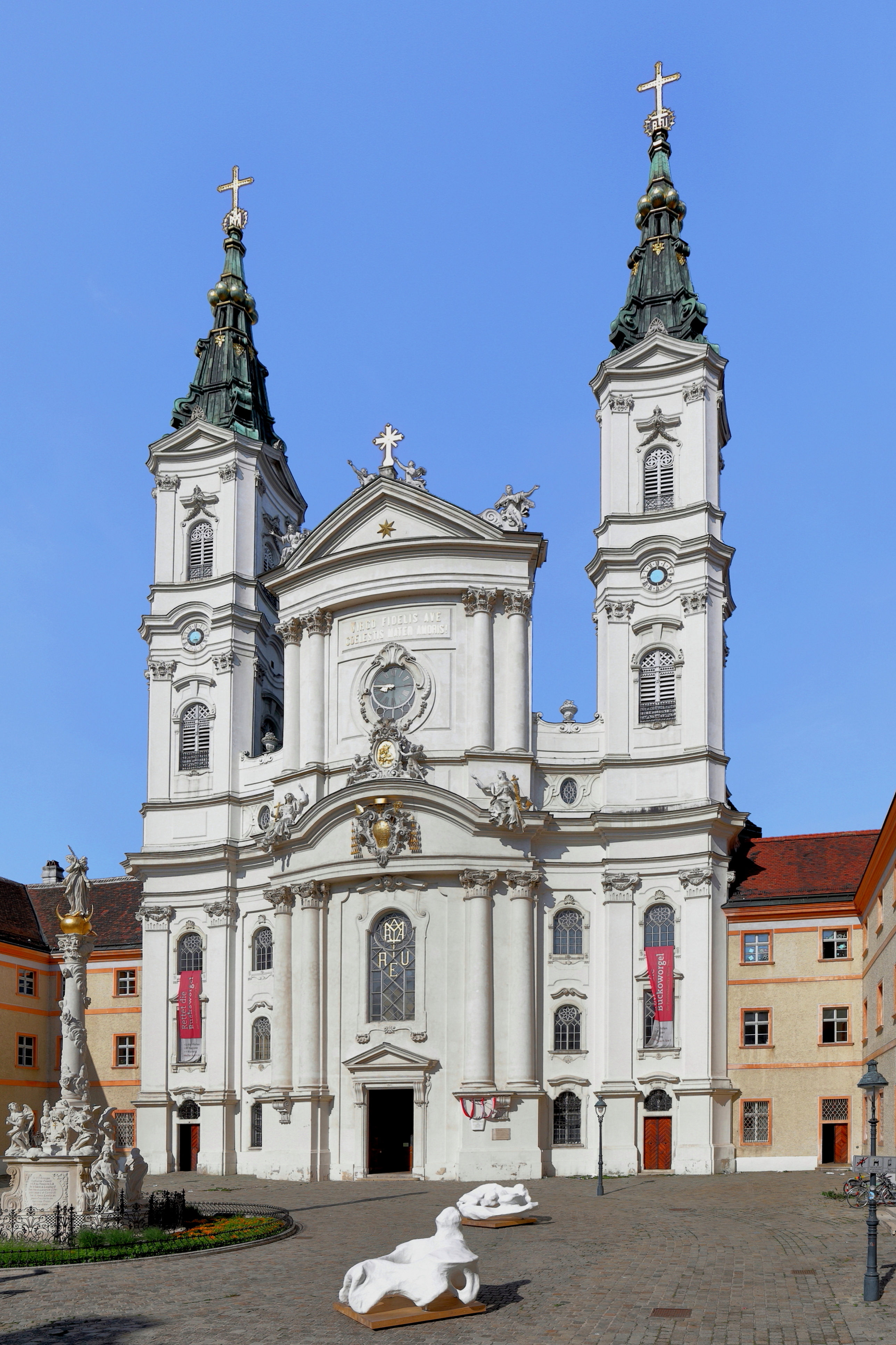
Piaristenkirche „Maria Treu“ in Wien

Die Piaristenkirche Maria Treu ist eine barocke römisch-katholische Pfarrkirche am Jodok-Fink-Platz im 8. Wiener Gemeindebezirk Josefstadt.

## Geschichte

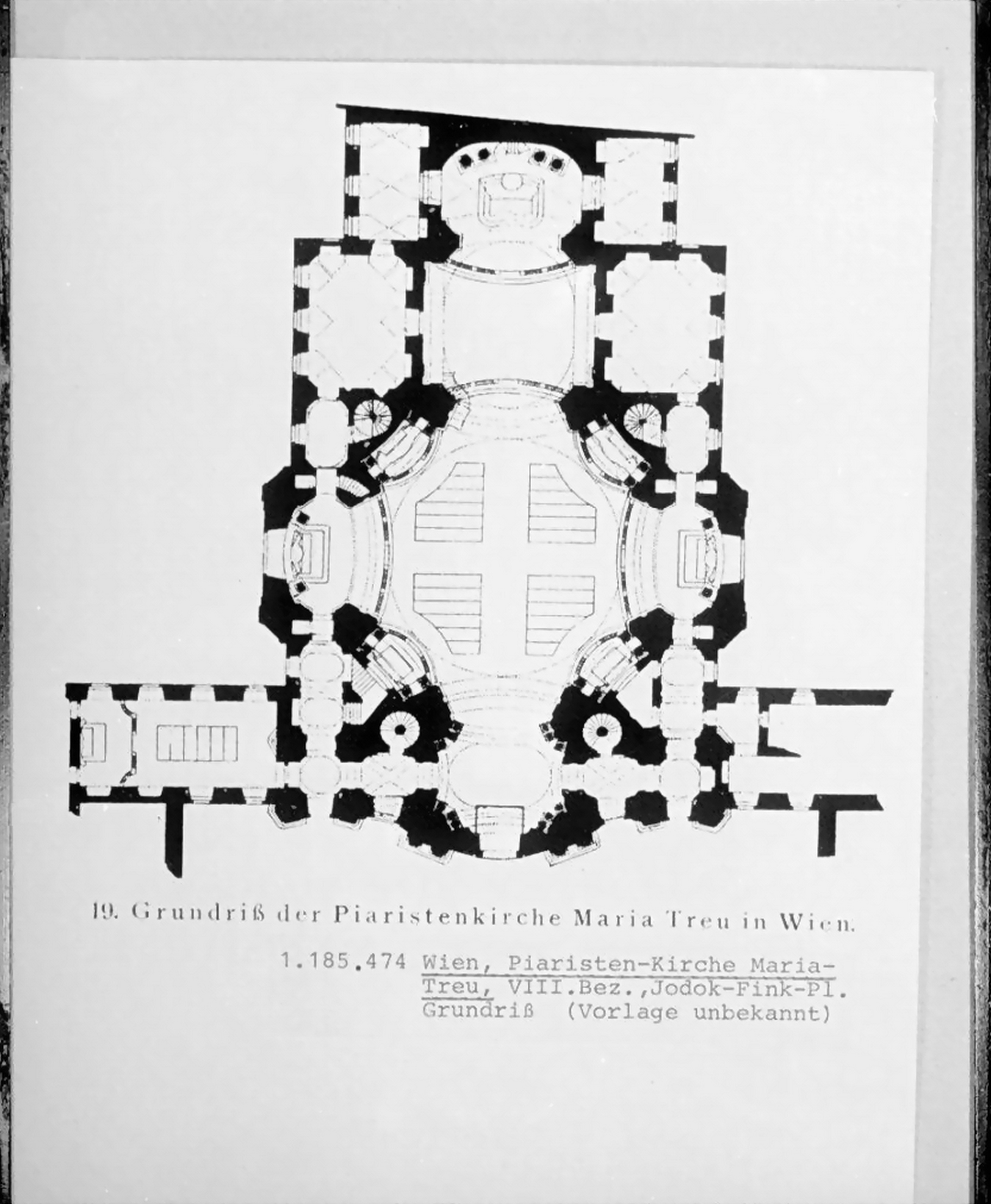
Piaristenkirche in Wien, Grundriss ca. 1716, Vorlage unbekannt

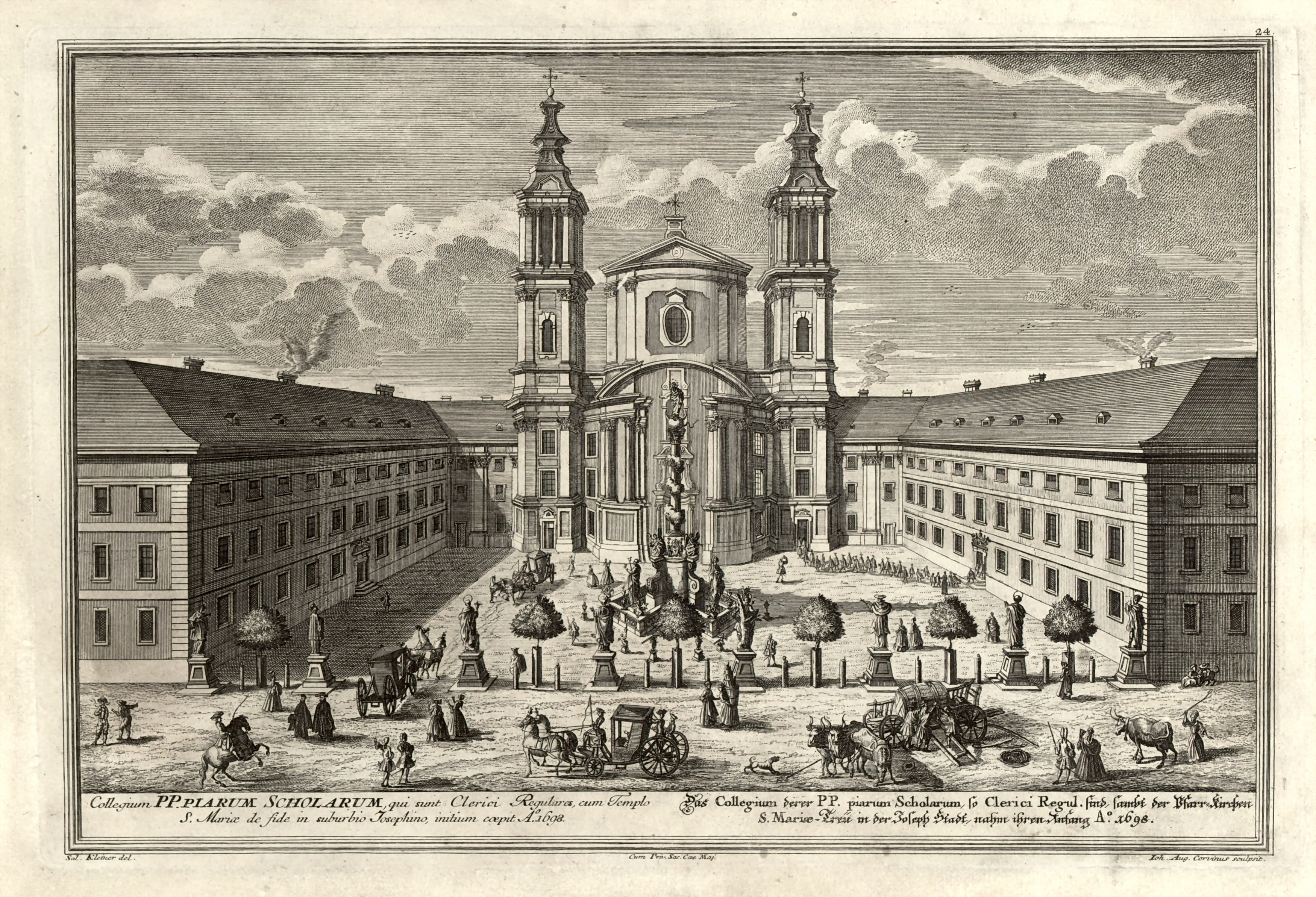
Kupferstich des Salomon Kleiner, 1724, nach zeitgenössischen Grundrissen, als sich die Kirche noch im Bau befand

Der Name der Kirche bezieht sich auf das Josefstädter Gnadenbild Maria Treu, das anlässlich der Pestepidemie 1713 von Josef Herz gemalt und von der heutigen Schmerzenskapelle in die neue Kirche übertragen wurde. Ab 1721 lautete das Patrozinium nach diesem Bild auf „Maria Treu“.
Im Juli 1697 gründete der Orden der Piaristen in Wien seine Niederlassung, und schon am 2. September 1698 legte Kaiser Leopold I. den Grundstein für einen kleinen Kapellenbau, der noch heute existiert (siehe unten, Abschnitt: Schmerzenskapelle). „Er stellt die Verbindung zwischen dem Hauptbau der Kirche und dem linksseitigen Konventsgebäude dar. Seine Achse schließt mit der Hauptachse der Kirche einen rechten Winkel ein. Diese Situierung lässt erkennen, dass man bereits damals an das große Vorhaben eines Kirchenbaues dachte, dem die kleine Kapelle nicht im Wege stehen sollte.“
Ein erster Entwurf für die Kirche entstand in den Jahren 1698 oder 1699 vermutlich nach Plänen von Lukas von Hildebrandt – als Ordenskirche der Piaristen., die in der Josefstadt auch das Piaristengymnasium unterhielten. Federführend waren dabei die Steinmetzmeister Sebastian Regondi und Joseph Winkler. Baubeginn und Grundsteinlegung waren jedoch erst am 20. April 1716. Der Rohbau wurde 1720/21 erstellt und im März 1722 mit dem Presbyteriumgewölbe begonnen, dessen Weihe am 15. August 1722 stattfand. Es folgten bis Mitte 1723 die Beichtkapelle, die Oratorien, die Sakristei mit ihrem Stichkappengewölbe sowie die Fassade bis zum großen Gesimse. Bis 1731 war Hildebrandts „Lieblingsbaumeister“ Franz Jänggl als Bauleiter zuständig. Da es wegen der Entlohnung zum Bruch zwischen den Piaristen und Jänggl gekommen war, übernahm Mathias Gerl das Amt des Baumeisters. Um 1751 wurden die Fassade und der Südturm vollendet, die Presbyteriumswand abgetragen und die Kirche durch den Anbau eines neuen Altarraumes erweitert. In den Jahren 1751-1753 vollendete man die Kuppel über dem seit 1721 überdeckten Mittelraum. Die Gewölbe schmückte Franz Anton Maulbertsch 1752/1753 mit Deckenfresken aus, so dass am Pfingstsonntag 1756 der erste feierliche Gottesdienst am fertiggestellten Hochaltar stattfinden konnte.
Die Fassade (borromineske Serpentine) ist das einzige Wiener Beispiel einer Konvexfassade nach Art der römischen Kirchen Santi Luca e Martina und Santa Maria della Pace (Rom) von Pietro da Cortona. Bis 1959 ging die Forschung davon aus, dass es für die Wiener Piaristenkirche keine ausreichend archivalischen Belege zum Erbauer gäbe. Aus einer bautypologischen Analyse der gleichermaßen „kurvierten“ Kuppelkirche von St.-Laurentius in Gabel, kann aber geschlussfolgert werden: Sowohl die weitestgehende grundrißliche Verwandtschaft der Piaristenkirche mit der Dominikanerkirche zu Gabel als auch deren Unterschiede, die ausschließlich in einer Weiterentwicklung des Wiener Baues über die Vorform hinaus bestehen, zwingen zur Annahme ein und derselben schöpferischen Hand. Da Johann Lucas Hildebrandts Urheberschaft für Gabel dokumentarisch einwandfrei belegt ist, kann nur in seiner Person der Urheber jener Planung der Piaristenkirche gesehen werden, wie sie zu Baubeginn vorlag. Stellt die Dominikanerkirche zu Gabel den ersten großen Wurf in archaischer Lösung dar, so ist in der Piaristenkirche das angeschlagene System durch konsequente Weiterentwicklung vollendet ausgereift.(zit. W. G. Rizzi: Die Kuppelkirchenbauten Johann Lucas von Hildebrandts, Seiten 130 - 131.)
Um 1890 wurde die Kirche erstmals restauriert.
Im Jahr 1862 wurde in der Josefstadt die Maria-Treu-Gasse nach der Kirche benannt, 1929 dann das Teilstück der Piaristengasse direkt vor der Kirche in Jodok-Fink-Platz.
Papst Pius XII. erhob die Kirche am 27. August 1949 mit dem Apostolischen Schreiben Trecentesimum annum in den Rang einer Basilica minor.
Mitte der siebziger Jahre wies der damals mehr als 250 Jahre alte Dachstuhl schwere Bauschäden auf und bedrohte das erhaltenswürdige Fresko. Die Schäden waren so weit fortgeschritten, dass der Dachstuhl unter Aufsicht des Wiener Architekten Gerhard Lichtblau im Jahr 1978 ersetzt werden musste. Grundbedingung dafür war, die alte denkmalgeschützte Dachform zu erhalten. Der alte Dachstuhl über dem Langschiff und den Seitenschiffen wurde zunächst bis zur Bundtramlage abgebaut und darüber ein Schutzdach errichtet. Die neue primäre Dachkonstruktion der Kirche, bestehend aus den Regelbindern des Langhauses und der Seitendächer, den Grat- und Ixenträgern des zentralen Zeltdaches, sowie den Gratbindern und Schiftbindern der Seitendächer, wie den Gratbindern über dem Langhaus, wurde mit einem vorgefertigten brettschichtverleimten Trägersystem ausgeführt.

## Beschreibung

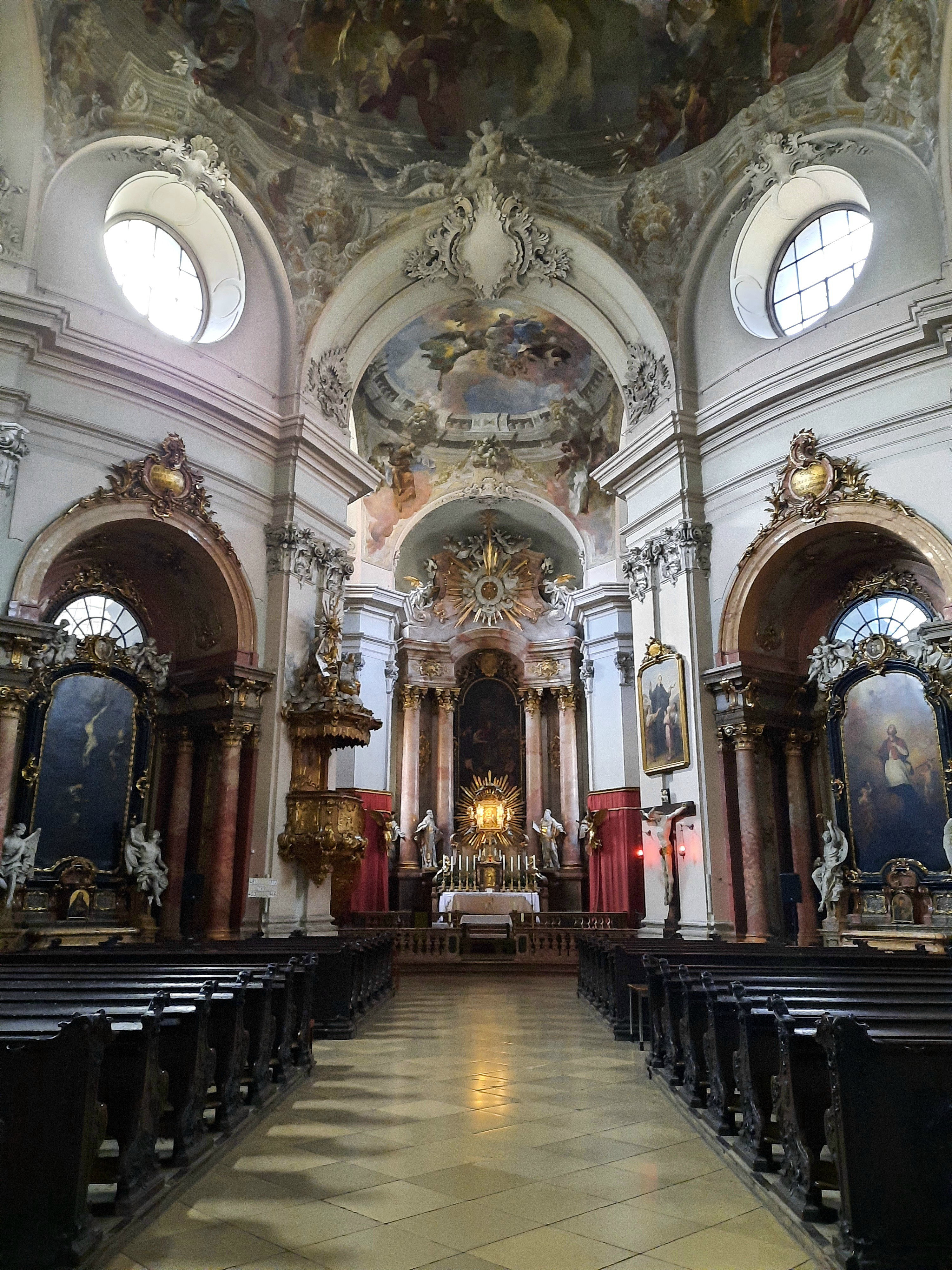
Innensicht mit der Kuppel und den Fresken von Franz Anton Maulbertsch

Die Kirche bildet den Mittelpunkt des Platzensembles. Den linken Flügelbau bildet das dreigeschoßige Piaristenkolleg (= Piaristenkloster erbaut von 1698 bis 1769). Die schlichte Fassade mit Bandgliederung und Ortsteinquaderung enthält zwei aus der Mitte des 18. Jahrhunderts mit reliefierten Stürzen und reichen Aufsätzen geschnitzte Türen in Akanthusdekor. Der rechte Flügelbau beherbergt das Löwenburgkonvikt (= Piaristengymnasium, erbaut 1732 bis 1769), das analog dem Klostertrakt gegliedert ist. Beide Portale werden Johann Joseph Resler zugeschrieben. In der Mitte steht die 1713 gestiftete Mariensäule.
Die Zweiturmfassade der Kirche hat einen leicht vorgewölbten Mittelteil sowie eine Säulengliederung. Von 1858 bis 1860 wurden die beiden 1752 ohne Helm erbauten Türme durch den böhmischen Baumeister Franz Sitte erhöht, mit Spitzdächern versehen und der Fassade ihr heutiges Erscheinungsbild gegeben.
Der Innenraum der Kirche weist einen äußerst kompliziertem Grundriss auf, der Ende 2020 grundlegend neu vermessen wurde. Mit Hilfe von 3D-Laserscanning wurden 2D-Pläne der Kirche angefertigt. Das Zentrum des kreuzförmigen Zentralraums bildet ein fast kreisförmiges Oval mit flacher Kuppel, das von sechs Seitenaltären umgeben ist. Die Deckenfresken sind ein Hauptwerk von Franz Anton Maulbertsch: fünf Kuppelfresken, die der bedeutendste Maler des österreichischen Spätbarocks in den Jahren 1752 und 1753 schuf. In der Hauptkuppel befindet sich eine Darstellung der Krönung Mariens im Himmel, während den Rand Szenen aus dem Alten und Neuen Testament bilden. Alle Figuren sind ineinander verschlungen, wie in einem wogenden Fluss; in der Komposition dominiert die Farbe über die Kontur. Die Konstruktion, die etwa bei Daniel Gran, dem frühen Paul Troger und später beim Klassizismus im Vordergrund steht, tritt zugunsten des Spiels von Licht und Farbe zurück.

## Orgel

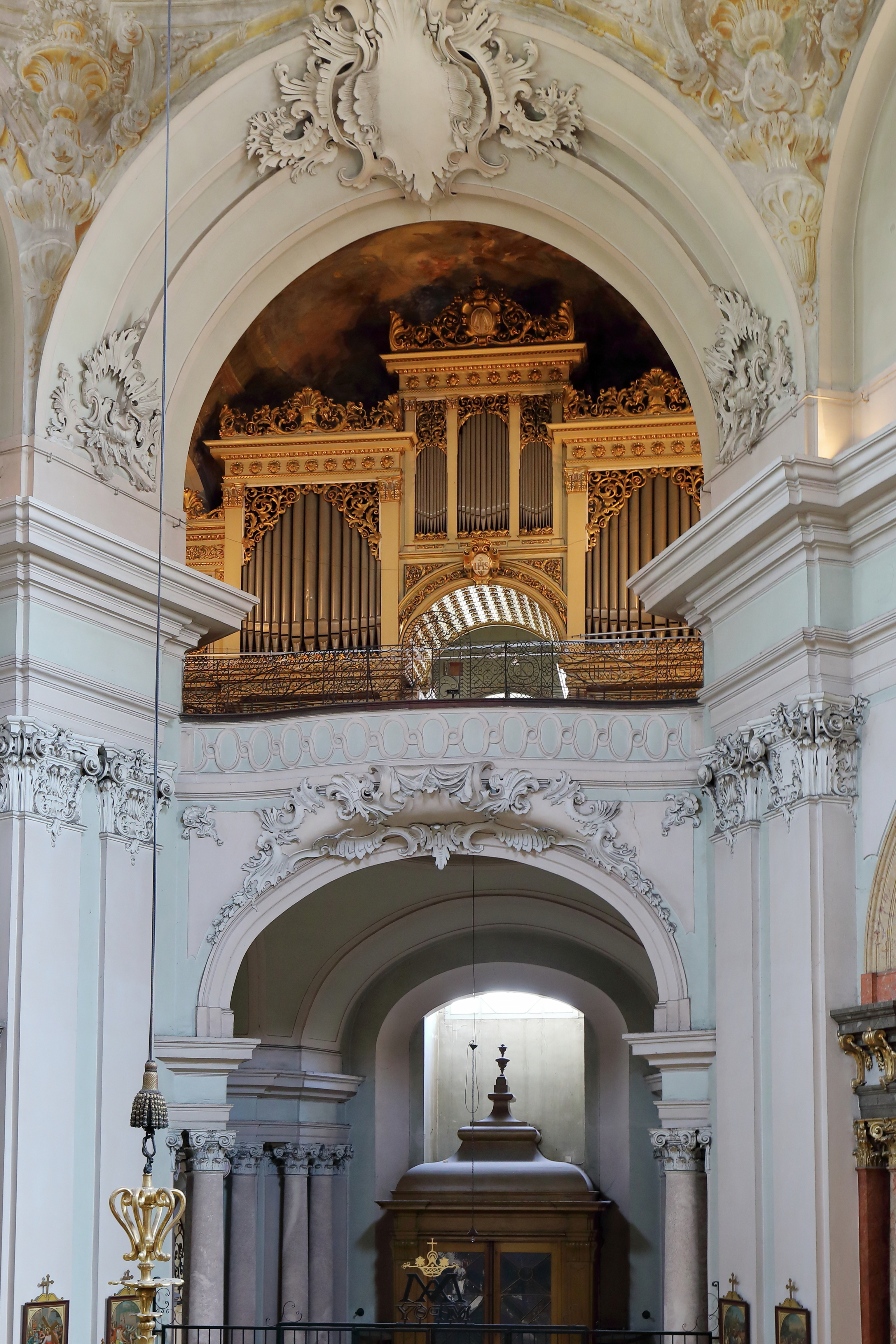
Die Buckow-Orgel

Die Orgel wurde unter der teilweisen Verwendung der Vorgängerorgel von Joseph Loyp (1843) von dem im schlesischen Hirschberg (heutiges Jelenia Góra) ansässigen Orgelbauer Karl Friedrich Ferdinand Buckow von 1856 bis 1858 gefertigt. Sie ist eine rein mechanische Schleifladenorgel mit 36 Registern auf drei Manualen und Pedal und hat 2416 Pfeifen.
Am 21. November 1861 hat Anton Bruckner auf dieser Orgel seine praktische Kompositionsprüfung abgelegt. Eine Gedenktafel erinnert an das Ereignis, sie wurde 1961 von der Josefstädter Bezirksvorstehung und dem Josefstädter Heimatmuseum gestiftet. Die Tafel trägt folgende Inschrift: Anton Bruckner unterzog sich am 21. November 1861 an der Orgel dieser Kirche der praktischen Komponistenprüfung. Johann von Herbeck, der spätere Hofkapellmeister fasste das Ereignis in die denkwürdigen Worte: „Er hätte uns prüfen sollen“.

## Kirchenmusik
Die Piaristenkirche ist für ihre hervorragende Akustik bekannt und dementsprechend bei Musikern beliebt.
In der Kirche wurden mehrere bekannte Messen uraufgeführt, darunter:
- am 26. Dezember 1796 die Missa in tempore belli von Joseph Haydn
- am 22. November 1855 die Missa pro defunctis (Requiem in d-moll) von Franz von Suppè
- am 12. November 1963 die Messe von Paul Hindemith

Mit der Kirchenmusik in Maria Treu verbunden waren auch:
- Václav Plachý (1785–1858), Organist von 1811 bis 1858
- Robert Fuchs (1847–1927), Organist ab den späten 1860er Jahren
- Hans Rott (1858–1884), österreichischer Komponist und Organist
- Carl Führich (1865–1959), Chorleiter ab 1891
- Hans Gillesberger (1909–1986), Chorleiter ab 1935

## Schmerzenskapelle

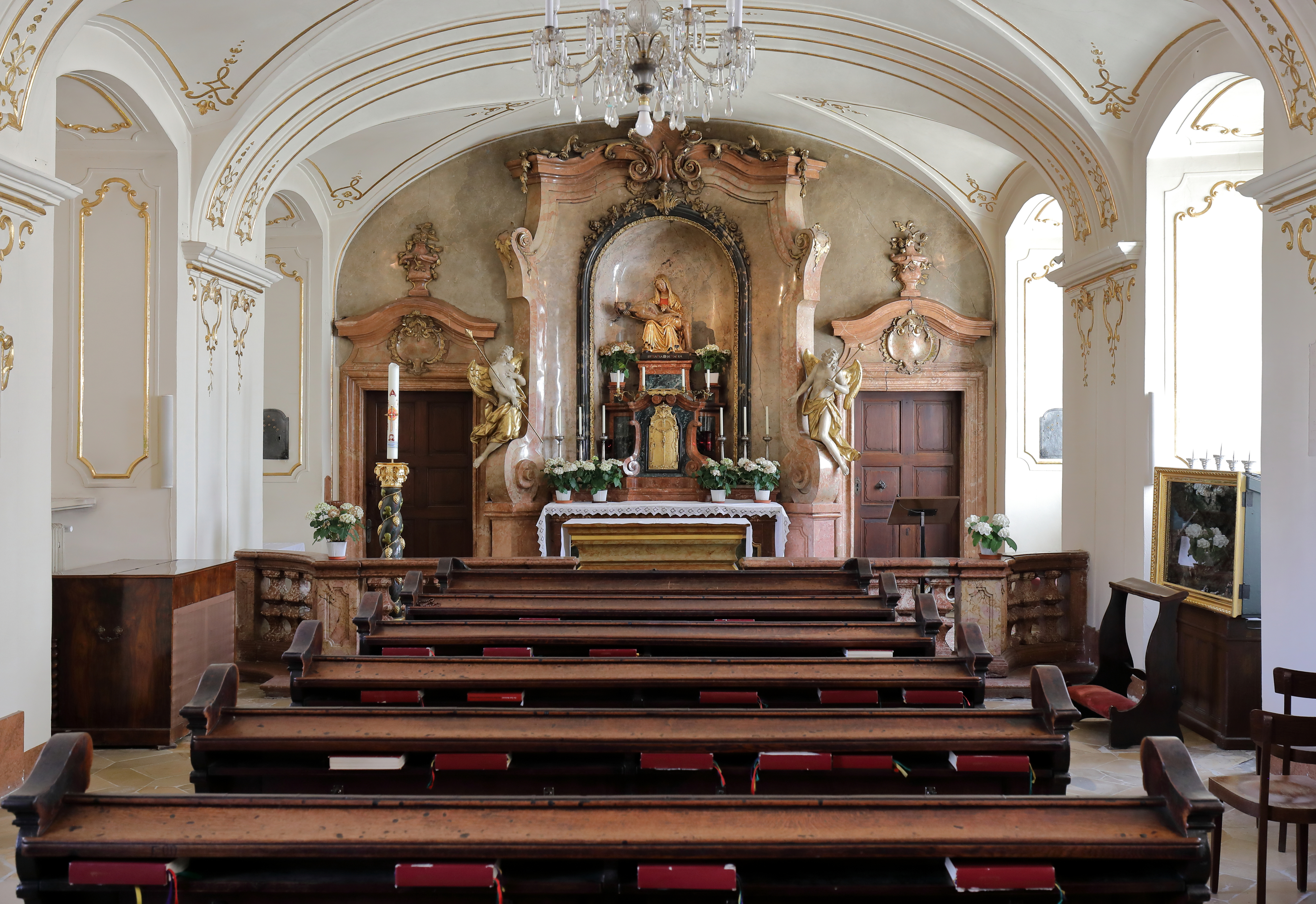
Die Schmerzenskapelle

Vor dem Bau des Klosters und der Kirche wurde die „Schmerzenskapelle“ als dreigliedriger Saalraum mit Stichkappengewölbe errichtet. Ausgeführt wurde der Bau von Maurermeister Simon Andreas Karafee (Carove) und seinem Polier Donatus d’Allio. Sie wurde bereits am 22. April des folgenden Jahres konsekriert und bot Raum für 300 Personen.